# مانفريد فالتر
مانفريد فالتر (بالألمانية: Manfred Walther)‏ (و. 1948  م) هو سياسي، وكاتب عدل، ومحامي من ألمانيا، وألمانيا الشرقية، ولد في بارشيم، هو عضوٌ في الاتحاد الديمقراطي المسيحي.

## مناصب
تولى منصب عضو مجلس الشورى الموحد براندنبورغ
.